# Dendrobium latelabellatum
Dendrobium latelabellatum är en orkidéart som beskrevs av Alexander Gilli. Dendrobium latelabellatum ingår i släktet Dendrobium, och familjen orkidéer.
Artens utbredningsområde är Papua Nya Guinea. Inga underarter finns listade i Catalogue of Life.